# 霍維華
霍維華（？—1636年），一作惟華，字應庚，號鍾西，直隸東光（今河北）人，祖籍山西高平，明朝政治人物，同進士出身。

## 生平
萬曆四十一年（1613年）登癸丑科進士，任金壇、吳江縣知縣，授兵科給事中。因太監陸藎臣之引薦，依附於閹黨魏忠賢、崔呈秀。天啟元年（1621年）奏劾王安，魏忠賢矯旨將王安發配到南海子，為南海淨軍。天啟三年（1623年）至兵部尚書，人稱“雲中虎”，谚曰：“蓟州当前，东光接步”。
天啟六年（1626年）四月初十，上疏數千字，抨擊劉一燝、韓爌、孫慎行、張問達、周嘉謨、王之寀、楊漣、左光斗、周朝瑞、袁化中、魏大中、顧大章等人，全盤推翻「梃擊案」、「紅丸案」、「移宮案」的結論。魏忠賢看了說：「這本條議一字不差！」時人論說：「此疏乃一部三朝要典也」。
天啟七年（1627年）熹宗病重，霍維華獻“靈露飲”，五穀蒸餾而成，清甜可口，但幾個月後病情加劇，渾身浮腫，八月十一日，熹宗召見信王朱由檢，即行駕崩。崇禎元年（1628年）及至魏忠贤自盡，閹黨滅敗，霍又以计谋保全了自己，任兵部尚书协理军务。后因图谋取代袁崇焕，为时伦新等弹劾，定入逆案。以逆案被彈劾，給事中顏繼祖稱其“滿面驕容，渾身媚骨”。
崇祯七年（1634年）建議治河尚書劉榮嗣自宿迁到徐州開闢運河，引黄河水通漕，糜費五十萬兩銀無功。劉榮嗣下狱论死。崇祯九年（1636年），邊事緊急，都御史唐世濟薦維華邊才，霍維華卻被下獄遣戍，鬱悶而卒。

## 延伸阅读
[在维基数据编辑]
 《明史卷三百〇六》，出自《明史》